# سیارک ۱۱۰۸۷
سیارک ۱۱۰۸۷ (به انگلیسی: 11087 Yamasakimakoto، نامگذاری:1993TK1) یازده هزار و هشتاد و هفتمین سیارک کشف شده‌است که در ۱۵ اکتبر ۱۹۹۳ کشف شد.
قدر مطلق سیارک برابر ۱۷.۰ است.